# روح آنیل
روح آنیل چهارمین رمان تحسین شده مایکل اونداتیه است. اولین بار در سال ۲۰۰۰ توسط مک کللند و استوارت منتشر شد.
روح انیل زندگی آنیل تیسرا، یک بومی سریلانکایی را دنبال می‌کند که برای تحصیل در بریتانیا و سپس ایالات متحده با بورس تحصیلی ترک کرد و در این مدت او یک آسیب‌شناس پزشکی قانونی شد. او در بحبوحه جنگ داخلی، تحت عنوان تحقیقات حقوق بشر توسط سازمان ملل به سریلانکا بازمی‌گردد. آنیل به همراه باستان‌شناس ساراث دیاسنا، اسکلت مردی را که اخیراً به قتل رسیده‌است را در یک محل باستانی که منطقه ای حفاظت شده توسط دولت است، را کشف می‌کند. آنیل و سارات که معتقد بودند این قتل انگیزه‌های سیاسی دارد، به دنبال شناسایی اسکلت با نام مستعار ملوان و اجرای عدالت برای قربانیان بی‌نام جنگ شدند.